# Paulo César Chávez
Paulo César Chávez (* 7. Januar 1976 in Guadalajara, Jalisco), auch bekannt unter dem Spitznamen El Tilón, ist ein ehemaliger mexikanischer Fußballspieler, der am häufigsten im (offensiven) Mittelfeld eingesetzt wurde.

## Leben

### Verein
"El Tilón" Chávez begann seine Profikarriere in der Saison 1993/94 bei seinem Heimatverein Chivas Guadalajara, für den er bis zur Saison 1999/00 spielte und mit dem er im Sommer 1997 die mexikanische Meisterschaft gewann. Zwischen 2000 und 2004 spielte er für die Rayados de Monterrey, mit denen er im Torneo Clausura 2003 seinen zweiten Meistertitel gewann.
Nach einer weiteren Erstligasaison 2004/05 in Diensten von Deportivo Toluca spielte Chávez fortan häufiger in der zweiten Liga und stand zuletzt beim Club Necaxa unter Vertrag, mit dem er in der Zweitligasaison 2009/10 beide Meisterschaften gewann und den Aufstieg ins Oberhaus schaffte, in der Saison 2010/11 aber umgehend wieder abstieg.

### Nationalmannschaft
Zwischen 1997 und 2000 bestritt "Tilón" Chávez insgesamt 29 Länderspieleinsätze für die mexikanische Nationalmannschaft. Sein erstes Länderspiel absolvierte er am 13. Juni 1997 im Rahmen der Copa América 1997, als Mexiko die Kolumbianer mit 2:1 bezwang. Sein letztes Länderspiel fand am 11. Juni 2000 gegen die USA statt und wurde mit 0:3 verloren.
Seine beiden Länderspieltore erzielte Chávez am 9. November 1997 gegen Costa Rica (3:3) und am 9. Juni 1999 gegen Argentinien (2:2).

## Erfolge
- Mexikanischer Meister: Verano 1997 (mit Guadalajara), Clausura 2003 (mit Monterrey)
- Zweitligameister: Apertura 2009, Clausura 2010 (beide mit Necaxa)